# Bergapenkopvleermuis
De bergapenkopvleermuis (Pteralopex pulchra) is een vleermuis uit het geslacht der apenkopvleermuizen (Pteralopex) die voorkomt op Guadalcanal in de Salomonseilanden. De soort is van slechts één exemplaar bekend, dat op 1230 m hoogte is gevangen op Mount Makarakomburu op 17 mei 1990.
De bergapenkopvleermuis is een kleine vleerhond met een lange vacht. De bovenkant van het lichaam is zwart, de onderkant geel. De vleugels zijn zwart en wit gespikkeld. De kop-romplengte bedraagt 162 mm, de voorarmlengte bedraagt 117,9 mm, de oorlengte 16,8 mm, de tibialengte 56,1 mm en het gewicht 280 g.
Bougainvilleapenkopvleermuis (Pteralopex anceps) · Punttandvleerhond (Pteralopex atrata) · Pteralopex flanneryi · Bergapenkopvleermuis (Pteralopex pulchra) · Pteralopex taki